# Cercosaura schreibersii
Cercosaura schreibersii е вид влечуго от семейство Gymnophthalmidae. Видът не е застрашен от изчезване.

## Разпространение
Разпространен е в Аржентина (Салта, Сан Салвадор де Хухуй и Тукуман), Бразилия (Гояс, Мато Гросо, Минас Жерайс и Рио Гранди до Сул), Парагвай и Уругвай.